# Nudaurelia carnegiei
Nudaurelia carnegiei is een vlinder uit de familie nachtpauwogen (Saturniidae), onderfamilie Saturniinae.
De wetenschappelijke naam van de soort is voor het eerst geldig gepubliceerd door Janse in 1918.
De soort komt voor in het Afrotropisch gebied.

## Andere combinaties
- Gonimbrasia carnegiei (Janse, 1918) (komt ook voor in de foutieve spellingvariant "carnigiei")
  - Imbrasia carnegiei (Janse, 1918)